# Босенко, Николай Васильевич
Николай Васильевич Босенко — советский государственный и политический деятель, председатель Ставропольского краевого исполнительного комитета.

## Биография
Родился в марте 1918 года. Член ВКП(б) с 1942 года.
Участник Великой Отечественной войны с 1941 года, инженер-капитан.
С 1957 года — на общественной и политической работе. В 1957—1991 гг. — заместитель начальника Ставропольского краевого управления сельского хозяйства, 1-й секретарь Ново-Александровского районного комитета КПСС, 2-й секретарь Ставропольского краевого комитета КПСС, 1-й секретарь Ставропольского промышленного областного комитета КПСС, председатель Исполнительного комитета Ставропольского краевого Совета, председатель Всероссийского объединения «Россельхозтехника» СМ РСФСР — Государственного комитета РСФСР по производственно-техническому обеспечению сельского хозяйства, председатель Всероссийского совета ветеранов войны и труда.
Избирался депутатом Верховного Совета РСФСР 6-го, 7-го, 8-го, 9-го, 10-го, 11-го созывов, народным депутатом СССР.
Умер в 1995 году.